# Armand Liorat
Armand Liorat, nom de plume de Georges Degas, né le 10 janvier 1837 à Sceaux où il est mort le 8 août 1898, est un auteur dramatique et librettiste français.

## Biographie
Fils de Pierre Degas, avoué et de Rose Berthault, Armand Liorat commence sa carrière professionnelle en qualité d’employé à la préfecture de la Seine, puis d'inspecteur en chef de la comptabilité administrative du département et des communes de la Seine.
Il commence sa carrière d’auteur par des chansons qui rencontrent du succès : Robin, le petit Bordeaux, Péché Mignon. Il écrit ensuite pour des cafés-concerts (Un drame à Nogent, Les brioches du doge…).
En 1862 Il crée une revue La Chanson (journal hebdomadaire de critique littéraire et musicale) dont il est rédacteur en chef, et dont il rédige bon nombre d'articles. Dans l'éditorial du numéro 1 il précise son objectif : « C'est un programme bien ambitieux pour un pauvre journal dont le nom est si modeste ; mais n'a-t-on pas vu de petites chansons faire beaucoup de bruit dans le monde ? Donc, que Momus, le dieu de la bonne humeur, nous soit propice, et commençons. Notre dessein est de suivre avec soin les représentations de second ordre qui se donnent soit dans les salles spéciales de  concerts, soit dans les cafés chantants ; d'étudier le mérite des artistes qui s'y produisent, et de critiquer d'une manière juste, quoique bienveillante, les œuvres littéraires ou musicales auxquelles ces petites scènes lyriques donnent l'occasion de voir le jour… »
C’est en 1875 qu’il aborde le théâtre en écrivant les livrets d'opérettes : Rosière d’ici, Mariée depuis midi, La leçon d’amour, beaucoup suivent, jusqu'à sa mort à 61 ans. 

## Publications
- L'Amour mouillé, opéra-comique en 3 actes, Compositeur Louis Varney, co-auteur du livret Jules Prével, 1887,  théâtre des Nouveautés, (chanson, Voici la marchande d'oranges).
- La Falote, opérette, compositeur Louis Varney, co-auteur  du livret  Maurice Ordonneau,  théâtre des Folies dramatiques, 1896.
- Kosiki, opéra-comique, musique de Charles Lecocq, co-auteur du livret William Busnach,  théâtre de la Renaissance, 18 octobre 1876.
- Les Quatre Filles Aymon, opérette, musique de Paul Lacome,  Albert Fonteny, théâtre des Folies dramatiques, 1898.
- La Fille de Fanchon la vielleuse, opéra-comique, musique de  Louis Varney, co-auteurs  du livret William Busnach, Albert Fonteny, théâtre des Folies-dramatiques, 3 novembre 1891.
- Le Pont d'Avignon, opéra-bouffe, musique de Charles Grisart, théâtre des Bouffes-Parisiens, 1878.
- Le Bossu, opéra comique,  musique de  Charles Grisart, co-auteur du livret Henry Bocage,  théâtre de la Gaîté 18 mars 1888.
- De bric et de broc, revue en 4 actes et un prologue, musique de Louis Varney, co-auteur Clairville, Athénée-Comique, 4 février 1876.